# مطار تالين
مطار تالين (بالإستونية: Tallinna lennujaam) (إياتا: TLL، إيكاو: EETN) ويعرف أيضا باسم مطار تالين لينارت ميري (بالإستونية: Lennart Meri Tallinna lennujaam)، هو أكبر مطار في إستونيا، ويشكل مركز عمليات شركة الطيران نورديكا ومركز عمليات ثانوي لكل من شركتي طيران البلطيق وخطوط لوت الجوية البولندية. مطار تالين مفتوح في وجه الرحلات الدولية والداخلية معا. يقع المطار على بعد 2.7 ميل بحري (5.0 كـم؛ 3.1 ميل) جنوب شرق مركز العاصمة تالين.

## شركات الطيران والوجهات

### الركاب
تسير شركات الطيران التالية رحلات من وإلى مطار تالين:
| شركـات طيـران                   | الوجهات |
| ------------------------------- | --- |
| طيران إيجيان                    | مطار أثينا الدولي |
| طيران البلطيق                   | مطار سخيبول أمستردام، مطار برلين براندنبرغ، مطار بروكسل الدولي، مطار كوبنهاغن، مطار غاتويك، مطار مالقة الدولي، مطار ميونخ الدولي، مطار نيس كوت دازور، Oslo، مطار باريس شارل ديغول، مطار ريغا الدولي، Tampere (تبدأ في 29 أكتوبر 2023)، مطار تينيريفي الجنوبي (تبدأ في 30 أكتوبر 2023)، مطار فيلنيوس موسمي: مطار دوبروفنيك، مطار جنيف الدولي (تبدأ في 30 ديسمبر 2023)، Heraklion، Rhodes، مطار سالزبورغ، مطار سبليت موسمي عارض: مطار الغردقة الدولي (تبدأ في 4 نوفمبر 2023)، مطار شرم الشيخ الدولي (تبدأ في 24 أكتوبر 2023) |
| Air Montenegro                  | موسمي عارض: Tivat |
| Corendon Airlines               | موسمي عارض: مطار أنطاليا، مطار الغردقة الدولي |
| Diamond Sky                     | Kärdla |
| European Air عارض               | موسمي عارض: Burgas |
| فين إير                         | مطار هلسنكي فانتا |
| Freebird Airlines               | موسمي عارض: مطار أنطاليا، مطار غازي باشا |
| GetJet Airlines                 | موسمي عارض: Varna |
| Heston Airlines                 | موسمي عارض: Heraklion، Rhodes، مطار شرم الشيخ الدولي، Tivat |
| خطوط لوت الجوية البولندية       | مطار وارسو فريدريك شوبان |
| لوفتهانزا                       | مطار فرانكفورت، مطار ميونخ الدولي |
| Mavi Gok Aviation               | موسمي عارض: مطار أنطاليا |
| Nordica                         | موسمي عارض: Heraklion مطار الغردقة الدولي، Rhodes مطار شرم الشيخ الدولي، مطار تينيريفي الجنوبي |
| آير شاتل النرويجية              | Oslo |
| NyxAir                          | Kuressaare موسمي: مطار هلسنكي فانتا |
| خطوط بيغاسوس                    | موسمي: مطار أنطاليا |
| رايان إير                       | مطار برشلونة الدولي، مطار أوريو أل سيريو، مطار برلين براندنبرغ، مطار لندن ستانستد، مطار روما شيامبينو، مطار ستوكهولم أرلاندا، مطار تريفيزو، مطار فيينا الدولي |
| الخطوط الجوية الإسكندنافية      | مطار كوبنهاغن، مطار أوسلو-غاردرموين (تستأنف 1 سبتمبر 2023)، مطار ستوكهولم أرلاندا |
| سكاي أب                         | موسمي عارض: مطار أنطاليا، مطار شرم الشيخ الدولي |
| SmartLynx Airlines              | موسمي عارض: مطار أنطاليا، مطار باطومي الدولي، Burgas، مطار كاتانيا-فونتاناروسا (تبدأ في 13 سبتمبر 2023)، Corfu، مطار النفيضة الحمامات الدولي، مطار فارو (تبدأ في 25 سبتمبر 2023)، Heraklion، مطار الغردقة الدولي، مطار كريستيانو رونالدو (تبدأ في 23 أكتوبر 2023)، Rhodes، مطار شرم الشيخ الدولي، Tivat |
| صن إكسبريس                      | موسمي: مطار أنطاليا |
| الخطوط الجوية الدولية السويسرية | مطار زيورخ الدولي |
| الخطوط الجوية التركية           | مطار إسطنبول الدولي موسمي: مطار أنطاليا، مطار ميلاس بودروم |
| ويز للطيران                     | Kutaisi، مطار لندن لوتن، مطار مالبينسا |

### Cargo
| شركـات طيـران | الوجهات                                    |
| ------------- | ------------------------------------------ |
| Diamond Sky   | مطار ريغا الدولي، Kuressaare، روهنو، Pärnu |

## الموظفين
يضم مجتمع المطار ما يقرب من 2000 موظف يعملون في ما يقرب من 80 شركة تعمل على أراضي المطار. يدرك مجتمع المطار أن كل موظف يساهم في النتيجة النهائية وهو مسؤول عن الحفاظ على الصورة العامة الجيدة للمطار.

## إحصائيات

### أعداد المسافرين سنويا
| السنة | العدد الإجمالي للمسافرين | حركة المرور | إجمالي الشحن |
| ----- | ------------------------ | ----------- | ------------ |
| 1992  | 205,776                  | 11,000      | 1,124        |
| 1993  | 239,760                  | 12,170      | 1,417        |
| 1994  | 336,282                  | 13,378      | 2,362        |
| 1995  | 366,919                  | 13,784      | 2,488        |
| 1996  | 431,212                  | 16,695      | 3,997        |
| 1997  | 502,442                  | 21,455      | 5,590        |
| 1998  | 563,946                  | 24,951      | 5,991        |
| 1999  | 550,747                  | 23,590      | 5,326        |
| 2000  | 559,658                  | 23,358      | 4,690        |
| 2001  | 573,493                  | 23,633      | 4,543        |
| 2002  | 605,697                  | 26,226      | 4,292        |
| 2003  | 715,859                  | 25,294      | 5,080        |
| 2004  | 997,461                  | 28,149      | 5,237        |
| 2005  | 1,401,059                | 33,610      | 9,937        |
| 2006  | 1,541,832                | 33,989      | 10,361       |
| 2007  | 1,728,430                | 38,844      | 22,764       |
| 2008  | 1,811,536                | 41,654      | 41,867       |
| 2009  | 1,346,236                | 32,572      | 21,001       |
| 2010  | 1,384,831                | 33,587      | 11,960       |
| 2011  | 1,913,172                | 40,298      | 18,371       |
| 2012  | 2,206,692                | 48,531      | 23,921       |
| 2013  | 1,958,801                | 37,856      | 20,941       |
| 2014  | 2,017,371                | 37,791      | 19,860       |
| 2015  | 2,166,663                | 41,513      | 16,156       |
| 2016  | 2,221,615                | 40,938      | 13,940       |
| 2017  | 2,648,361                | 45,235      | 11,345       |
| 2018  | 3,007,644                | 48,568      | 11,518       |
| 2019  | 3,267,909                | 47,867      | 10,916       |
| 2020  | 863,589                  | 22,962      | 9,190        |
| 2021  | 1,300,378                |             | 10,560       |
| 2022  | 2,748,089                |             | 11,127       |

|                      |
| تحديث: 16 يناير 2019 |